# Jagdgeschwader 144
Jagdgeschwader 144 (dobesedno slovensko: Lovski polk 144; kratica JG 144) je bil lovski letalski polk (Geschwader) v sestavi nemške Luftwaffe med drugo svetovno vojno.

## Organizacija
- štab
- I. skupina[1]